# Тельманский сельский округ (Костанайская область)
Тельманский сельский округ — административно-территориальное образование в Денисовском районе Костанайской области.

## История
Дата образования округа:15 июля 1994 года. Ранее во времена СССР на данной территории существовало советское хозяйство имени Эрнеста Тельмана, в связи с чем округ получил своё нынешнее название. 

## Население
Численность населения округа по состоянию на 01.01.2020 г. включает 1425 человек. 
| №  | Национальность | Численность, чел. |
| -- | -------------- | ----------------- |
| 1  | Казахи         | 532               |
| 2  | Русские        | 346               |
| 3  | Украинцы       | 245               |
| 4  | Немцы          | 125               |
| 5  | Татары         | 32                |
| 6  | Белорусы       | 29                |
| 7  | Чеченцы        | 23                |
| 8  | Азербайджанцы  | 23                |
| 9  | Башкиры        | 20                |
| 10 | Армяне         | 16                |
| 11 | Марийцы        | 7                 |
| 12 | Ингуши         | 6                 |
| 13 | Удмурты        | 5                 |
| 14 | Молдаване      | 3                 |
| 15 | Поляки         | 2                 |
| 16 | Корейцы        | 2                 |
| 17 | другие         | 9                 |

## Административное устройство
Аким Тельманского сельского округа – Досмухамедов Смагул Ильич. 
1. село Антоновка (Костанайская область)
2. село Алчановка
3. село Чебендовка